# Šála

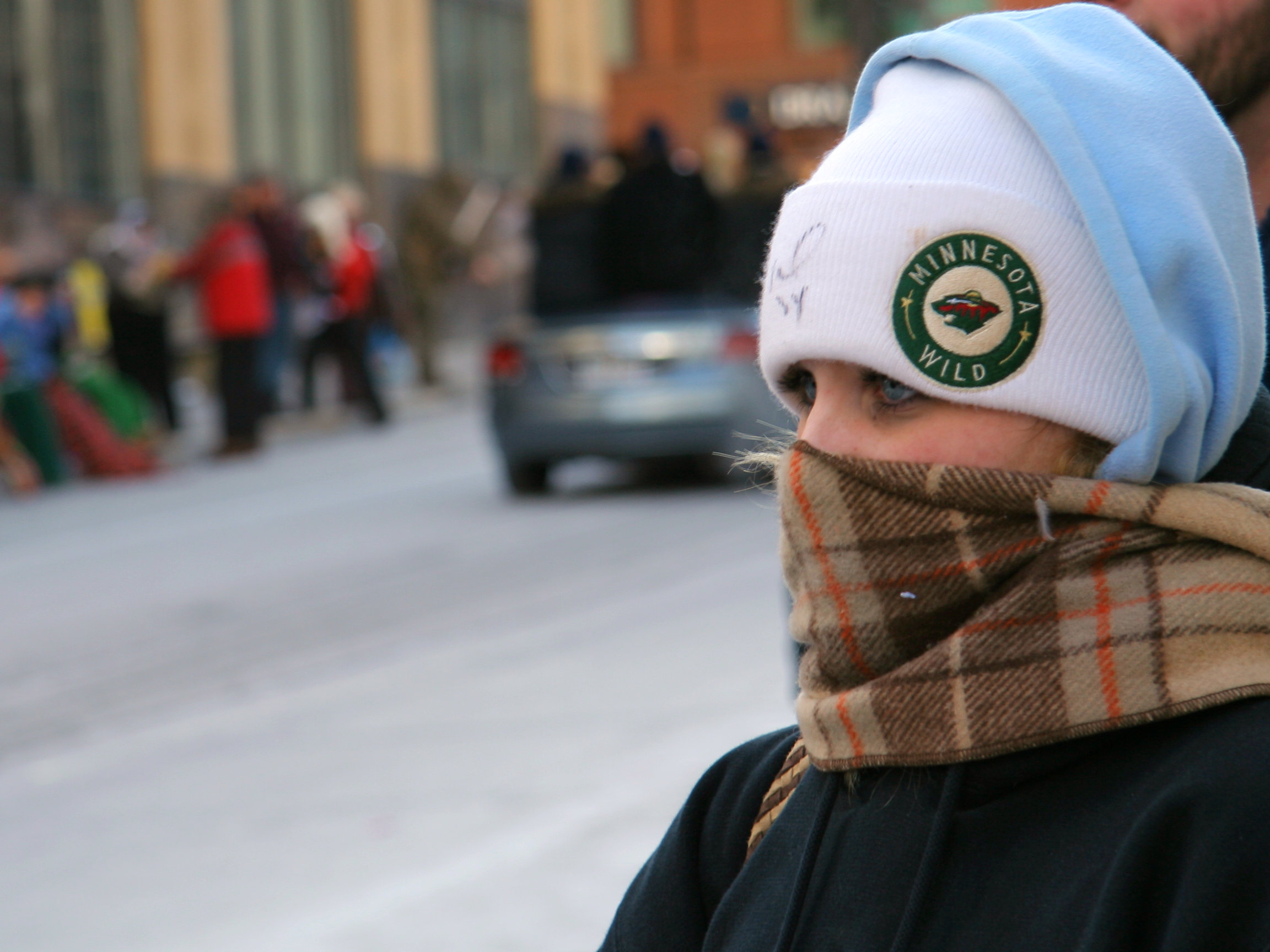
Dívka v šále

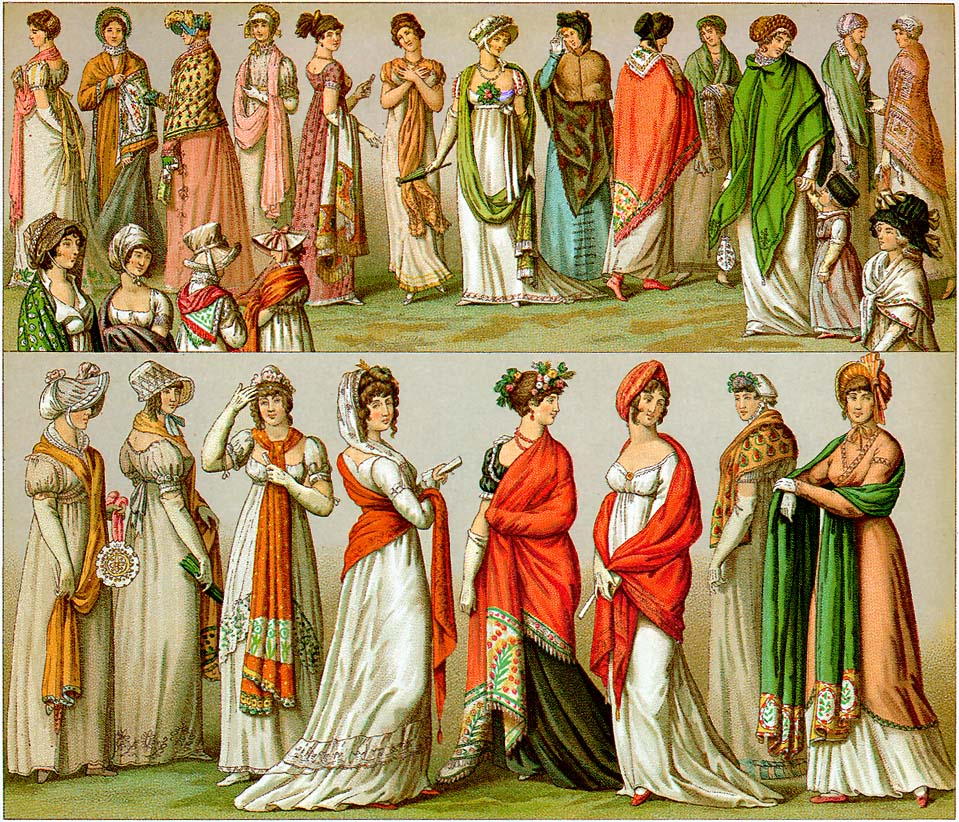
Francouzské ženy s módními šálami v roce 1888

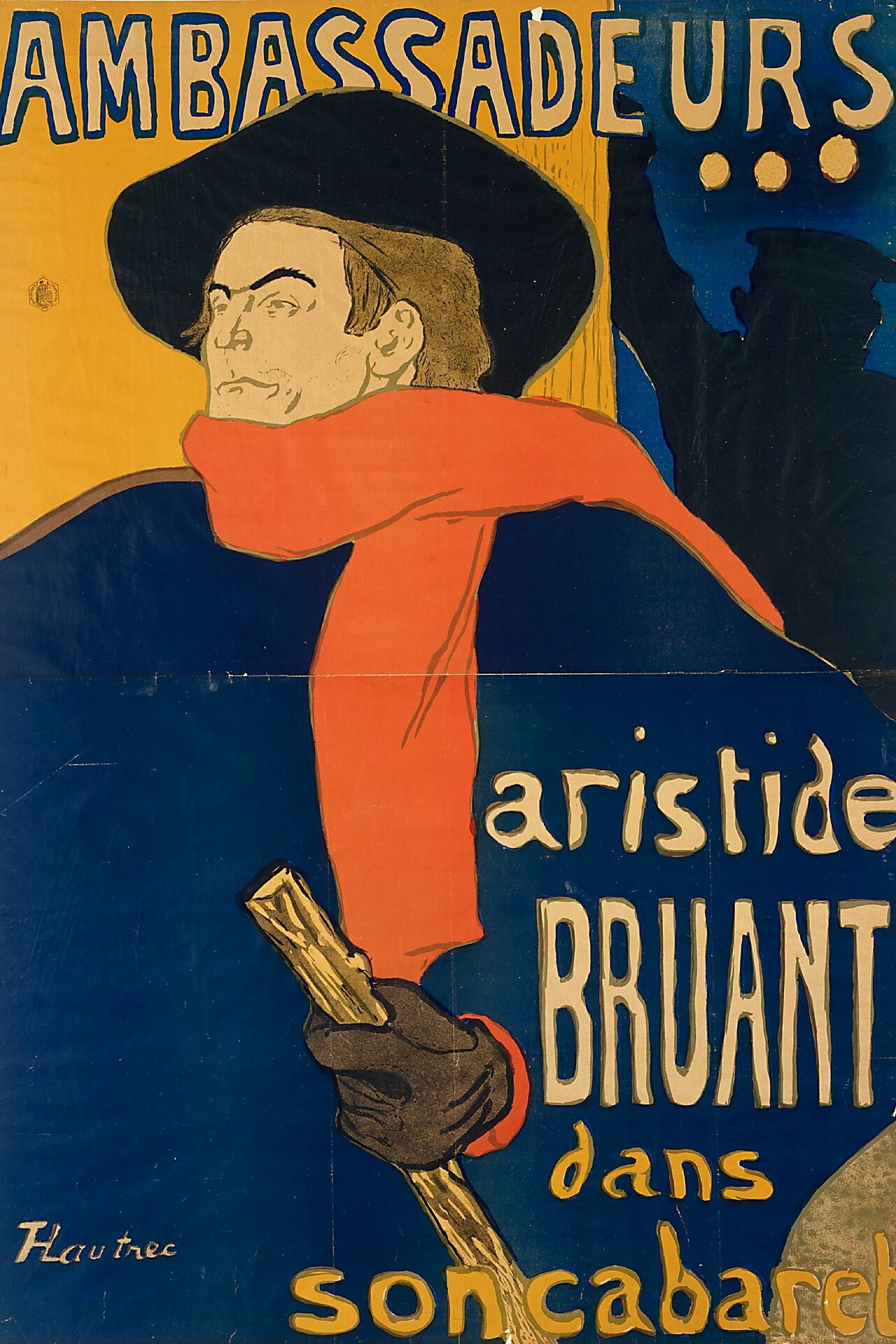
Lautrecův plakát: Aristide Bruant (1892)

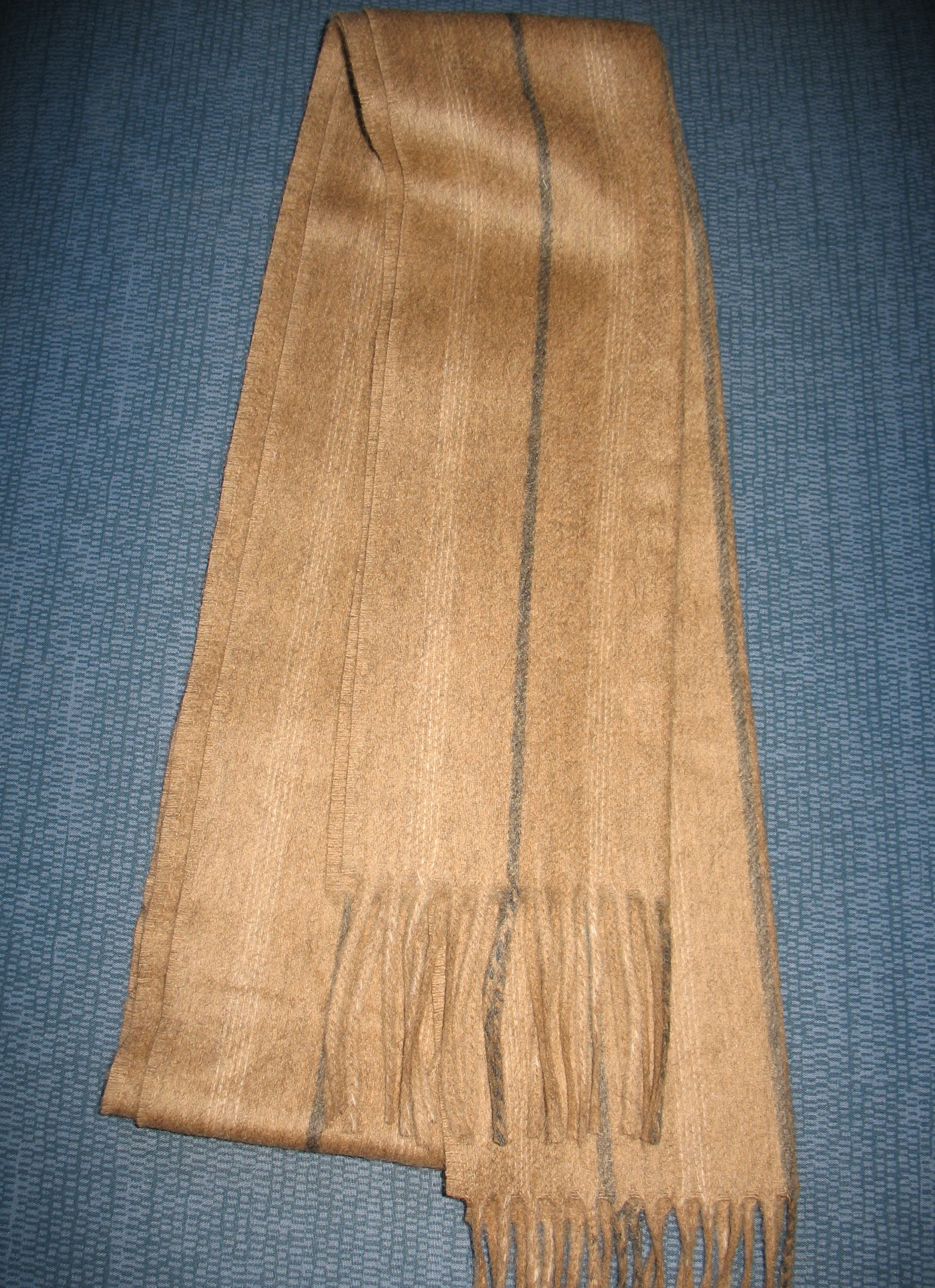
Kašmírová šála v západní Evropě z konce 20. století

Šála nebo též šál je pruh tkaniny (často pletený) sloužící k zakrytí krku nebo také hlavy a ramen.

## Z historie šály
Slovo šála pochází z perštiny. V Perzii patřily šály k národnímu oděvu už asi pře 2500 lety. Nosili je jak  muži taki i ženy a byly tak velké, že mohly přikrýt celou postavu. V Kašmíru byla známá výroba šálů z vlny  kašmírské kozy asi od 15. století. Ruční spřádání vlny a tkaní příze bylo velmi nákladné, zhotovení šály trvalo až několik měsíců. Ještě dražší jsou šáhtúšové šály z vlny tibetské antilopy, které se začaly vyrábět od 7. století. V Evropě se objevují šály teprve od 18. století, nejprve z dovozu a asi od roku 1805 se proslavily výrobky ze skotského Paisley se zvláštním vzorováním.

## Použití
V chladných krajích se používá k tepelné ochraně krku, jindy slouží pouze k okrase nebo jako divadelní rekvizita, například kožešinové boa. Šál ve funkci šátku slouží z náboženských důvodů (hidžáb, rituální černobílý šál ortodoxních Židů) či jako symbol příslušnosti ke komunitě. Například ve Velké Británii a ve Spojených státech se nosí šály jako symbol příslušnosti k univerzitě či koleji. Šály s logem a v barvách sportovního klubu jsou rozšířené po celém světě. Šála ve spojení se společenským oděvem bývala v 19. století symbolem nekonvenčních umělců (např. Aristide Bruant, Vincent van Gogh). Šála bývá součástí kroje či symbolem etnické skupiny, například kostkovaná šála skotských klanů, španělská mantila z černé krajky, nebo turecký šál, typický pestrobarevnými podélnými proužky. Šála může být pevně spojena se svetrem, smokingem nebo kabátem jako jeho šálový límec.

## Šála jako atribut svaté Ludmily
Šála (závoj) je atributem svaté Ludmily, která jí měla být zaškrcena.

## Materiály
- Vlna: zvláště mohér, merino, kašmírová vlna, pašmína;
- hedvábí, často syntetické: polyakryl,
- bavlněná příze: žinylka, šitá či paličkovaná krajka, viskóza
- kožešina: boa z ocásků, liška (s hlavičkou a klipsem zakusující se do vlastního ocasu)
- pštrosí peří - užívá se na boa, oblíbená divadelní rekvizita[6] [1]

## Designéři šály
- Zika Ascher a jeho návrháři: Henry Moore, Graham Sutherland, Pablo Picasso, Henri Matisse, André Derain

## Osobnosti proslulé šálou
- Isadora Duncanová - americká tanečnice; šála vpletená do kola auta ji uškrtila.
- Aristide Bruant - pařížský kabaretiér
- Pavel Dostál, ministr kultury ČR, přezdívaný Ministr Šála[7]